# Dactylispa rufescens
Dactylispa rufescens is een keversoort uit de familie bladkevers (Chrysomelidae). De wetenschappelijke naam van de soort werd in 1957 gepubliceerd door Shirôzu.